# Fëdor Dmitriev
Fëdor Aleksandrovič Dmitriev (in russo Фёдор Александрович Дмитриев?; Leningrado, 19 novembre 1984) è un ex cestista russo.

## Carriera
Con la Russia ha disputato i Campionati europei del 2009.

## Palmarès
- Campionato polacco: 1

Asseco Prokom Gdynia: 2011-2012
- Coppa di Russia: 1

Ural Great Perm': 2003-2004
- VTB United League: 1

Chimki: 2010-2011